# Уильямс, Бьянка
Бьянка Уильямс (англ. Bianca Williams; род. 18 декабря 1993, Лондон, Великобритания) — британская легкоатлетка, специализирующаяся в спринтерском беге. Чемпионка Европы 2018 года в эстафете 4×100 метров. Чемпионка Игры Содружества в эстафете 4×100 метров (2018).

## Биография
Выросла в Лондоне, впервые выступила на школьных соревнованиях по бегу в 13 лет. В 2010 году выиграла чемпионат Англии среди спортсменок до 17 лет.
Завоевала бронзовую медаль чемпионата Европы среди юниоров 2011 года в эстафете 4×100 метров.
В 2014 году стала серебряным призёром эстафетного чемпионата мира (4×200 метров). Выступала за сборную Англии на Играх Содружества в Глазго. На дистанции 200 метров установила личный рекорд 22,58 и завоевала бронзовую медаль (на тот момент быстрее в истории Великобритании бежали только четыре спортсменки). В эстафете 4×100 метров также стала третьей.
В финале чемпионата Европы 2014 года в беге на 200 метров заняла четвёртое место.
Смогла отобраться в полуфинал мирового первенства 2015 года. На чемпионате Европы 2016 года выиграла серебряную медаль в эстафете 4×100 метров.
Окончила Университет Восточного Лондона с дипломом в области спортивной науки.

## Основные результаты
| Год  | Турнир                          | Место проведения          | Дисциплина       | Место      | Результат |
| ---- | ------------------------------- | ------------------------- | ---------------- | ---------- | --------- |
| 2011 | Чемпионат Европы среди юниоров  | Таллин, Эстония           | эстафета 4×100 м | 3-е        | 45,00     |
| 2013 | Чемпионат Европы среди молодёжи | Тампере, Финляндия        | 200 м            | —          | DNF       |
| 2014 | Чемпионат мира по эстафетам     | Нассау, Багамские Острова | эстафета 4×100 м | 5-е        | 42,75     |
| 2014 | Чемпионат мира по эстафетам     | Нассау, Багамские Острова | эстафета 4×200 м | 2-е        | 1.29,61   |
| 2014 | Игры Содружества                | Глазго, Великобритания    | 100 м            | 6-е        | 11,31     |
| 2014 | Игры Содружества                | Глазго, Великобритания    | 200 м            | 3-е        | 22,58     |
| 2014 | Игры Содружества                | Глазго, Великобритания    | эстафета 4×100 м | 3-е        | 43,10     |
| 2014 | Чемпионат Европы                | Цюрих, Швейцария          | 200 м            | 4-е        | 22,68     |
| 2015 | Чемпионат мира по эстафетам     | Нассау, Багамские Острова | эстафета 4×100 м | 3-е        | 42,84     |
| 2015 | Командный чемпионат Европы      | Чебоксары, Россия         | 200 м            | 2-е        | 23,16     |
| 2015 | Командный чемпионат Европы      | Чебоксары, Россия         | эстафета 4×100 м | 11-е       | 44,68     |
| 2015 | Чемпионат мира                  | Пекин, Китай              | 200 м            | 13-е (1/2) | 22,87     |
| 2015 | Чемпионат мира                  | Пекин, Китай              | эстафета 4×100 м | 5-е (заб.) | 42,48     |
| 2016 | Чемпионат Европы                | Амстердам, Нидерланды     | эстафета 4×100 м | 2-е        | 42,45     |